# ProSieben Fun
ProSieben Fun est une chaîne de télévision allemande appartenant au groupe ProSiebenSat.1 Media.
La programmation de ProSieben Fun est destinée à un public jeune. Elle diffuse du sport, des spectacles, du divertissement et d'autres sortes de programmes.

## Histoire
Le 1er mars 2012, le groupe ProSiebenSat.1 Media annonce la création de 2 chaînes, à savoir ProSieben Fun et Sat.1 Emotions en mai 2012.